# Петр Рада
Петр Рада (чеськ. Petr Rada, нар. 21 серпня 1958, Прага) — чехословацький, а потім чеський футболіст, що грав на позиції захисника. Значну частину кар'єри провів у «Дуклі» (Прага), з якою став чемпіоном Чехословаччини, а також триразовим володарем Кубка Чехословаччини. Крім цього виступав за національну збірну Чехословаччини.
По завершенні ігрової кар'єри — тренер. З липня 2008 по квітень 2009 року обіймав посаду головного тренера національної збірної Чехії. З 2018 року очолює тренерський штаб команди «Яблонець».

## Клубна кар'єра
Народився 21 серпня 1958 року в місті Прага. Є вихованцем футбольного клубу «Дукла» з рідного міста, в якому займався з семи років. У 1977 році Петро перейшов в «Дуклу» з міста Градець-Кралове, який був тісно пов'язаний з празькою «Дуклою». У 1979 році Рада повернувся до Праги. У «Дуклі» Петр провів більше 10 років, відігравши за цей час понад 230 матчів.
У 1988 році Рада поїхав до ФРН виступати за «Фортуну» з Дюссельдорфа, що на той момент виступала у Другій Бундеслізі. Дебют Ради відбувся 23 липня 1988 року в матчі проти «Шальке 04», в гостьовому матчі першого туру футболісти «Фортуни» зіграли внічию 1:1. Через місяць, 27 серпня, Рада забив свій перший м'яч за клуб — в матчі проти «Рот-Вайсс Ессен» Петр відзначився на 5-й хвилині, а його команда в підсумку здобула вдома перемогу з рахунком 2:0. У дебютному сезоні за клуб Рада провів 33 матчі і забив 3 м'ячі, а його команда, зайнявши за підсумками сезону перше місце, повернулася у Бундеслігу.
Дебютував Петр у Бундеслізі 23 серпня 1989 року в матчі 5-го туру чемпіонату проти «Бохума». Матч для «Фортуни» складався не надто вдало, вже на 51-й хвилині «Бохум» вів з рахунком 0:2, обидва м'ячі забив Уве Лайфельд. Але в кінці матчу, спочатку Бернд Клоц на 71-й хвилині зміг скоротити рахунок, а потім і Уве Фукс на 78-й зміг звести матч внічию. Петр відіграв у центрі півзахисту весь матч, але в наступних двох іграх головний тренер Александар Ристич не включав його до основного складу. Сезон 1989/90 видався для Ради не надто вдалим, до кінця чемпіонату він втратив місце в основному складі, у підсумку зігравши лише в 19 матчах чемпіонату і забивши при цьому два м'ячі. Клуб Петра виступив більш вдало, команда за підсумками сезону посіла 9-е місце.
Після закінчення сезону Рада перейшов у клуб другої Бундесліги «Рот-Вайсс Ессен». За клуб Рада дебютував 28 липня 1990 року в гостьовому матчі проти «Гомбурга», Петр з'явився в матчі на заміну на 74-й хвилині замість Маріо Баслера, врешті-решт «Гомбург» здобув перемогу з рахунком 2:1. За «Рот-Вайсс Ессен» Рада зіграв лише 7 матчів і забив 1 гол, а в лютому 1991 року Петр повернувся в свій колишній клуб «Дукла» з Праги. Але на батьківщині надовго не затримався і вже в травні того ж року поїхав у Канаду виступати за «Торонто Бліззард».
У 1992 році Петро повернувся в Німеччину, погравши трохи за клуб з Регіоналліги «Ян Регенсбург», пізніше Рада протягом року виступав за чеський клуб «Хмел» з міста Блшани. У 1993 році він повернувся до «Фортуни», де провів ще два роки.
Завершив професійну ігрову кар'єру у клубі «Богеміанс 1905», за команду який виступав протягом 1995—1996 років.

## Виступи за збірну
1982 року дебютував в офіційних матчах у складі національної збірної Чехословаччини. Протягом кар'єри у національній команді, яка тривала 5 років, провів у формі головної команди країни 11 матчів, забивши 2 голи.

## Кар'єра тренера
Розпочав тренерську кар'єру відразу ж по завершенні кар'єри гравця, 1996 року, увійшовши до тренерського штабу клубу «Фортуна» (Дюссельдорф), де пропрацював з 1996 по 1997 рік.
З сезону 1997/98 працював помічником у «Славії», а після звільнення тренера Павела Тобіаша навесні 1998 року Рада закінчував сезон як виконувач обов'язків головного тренера, після чого повернувся до роботи асистента. Одночасно він працював помічником головного тренера збірної Чехії Йозефа Хованеця, а потім і його наступника Карела Брюкнера.
Перед сезоном 2000/01 очолив «Теплиці», але був звільнений після 19-го туру, коли команда була на 4-му місці. Після цього у сезоні 2001/02 тренував «Вікторію» (Пльзень).
12 травня 2003 року очолив «Яблонець», де пропрацював чотири роки, а потім сезон 2007/08 знову був на посаді головного тренера «Теплиці».
17 липня 2008 року, після відставки Карела Брюкнера з посади головного тренера збірної Чехії після невдалого виступу на Євро-2008, керівництво чеської футбольної асоціації призначело Раду новим головним тренером національної збірної. У першому матчі на цій посаді збірна Чехії на стадіоні «Вемблі» зіграла внічию 2:2 проти Англії в товариській грі. Втім в офіційних матчах справи пішли гірше і вже 8 квітня 2009 року Рада був звільнений з посади тренера після домашньої поразки від Словаччини (1:2). На той момент збірна Чехії виграла лише дві із шести кваліфікаційних матчів на ЧС-2010 у ПАР.
У жовтні 2010 року Рада очолив «Слован» (Ліберець), де працював до кінця сезону, після чого влітку 2011 року він повернувся в «Теплиці» і зайняв з клубом 5 місце в чемпіонаті і дійшов до півфіналу Кубка Ліги.
На початку сезону 2012/13 Рада покинув «Теплиці», аби очолити «Славію», проте навіть не закінчив сезон з командою і після серії поганих результатів навесні 2013 року покинув клуб, здобувши з клубом сім перемог, дев'ять нічиїх і дев'ять поразок.
У листопаді 2013 року став головним тренером «Височини», з якою зайняв 8-е місце у сезоні 2013/14. Вті другий сезон клуб розпочав невдало і після 9-го туру в кінці вересня 2014 року Рада був звільнений.
З лютого по червень 2015 року Рада був тренером «Теплиці», прийшовши на цю посаду вчетверте у кар'єрі.
Наприкінці серпня 2016 року він став тренером «Пршибрама», проте наприкінці 2016 року покинув клуб з економічних причин і у березні 2017 року він став головним тренером «Спарти» (Прага) і закінчив з командою сезон на 3-му місці, після чого покинув клуб.
З грудня 2017 року вдруге у кар'єрі очолив «Яблонець». Команда після не дуже успішної осінньої частини покращила свої результати навесні і зайняла 3-те місце, кваліфікувавшись до групового етапу Ліги Європи.

## Титули і досягнення
- Чемпіон Чехословаччини (1):

«Дукла» (Прага): 1981–82
- Володар Кубка Чехословаччини (3):

«Дукла» (Прага): 1980-81, 1982-83, 1984-85

## Особисте життя
Рада є батьком воротаря Філіпа Ради.